# Hifujo Učida
Hifujo Učida (japonsko 内田 一二四), japonski nogometaš.
Za japonsko reprezentanco je odigral dve uradni tekmi.